# Charles I. Sparks
Charles Isaac Sparks (* 20. Dezember 1872 bei Ontario, Boone County, Iowa; † 30. April 1937 in Goodland, Kansas) war ein US-amerikanischer Politiker. Zwischen 1929 und 1933 vertrat er den sechsten Wahlbezirk des Bundesstaates Kansas im US-Repräsentantenhaus.

## Werdegang
Der im Jackson Township geborene Charles Sparks besuchte die öffentlichen Schulen seiner Heimat in Iowa und das Simpson College in Indianola. Nach einem Jurastudium an der State University of Iowa und seiner im Jahr 1896 erfolgten Zulassung als Rechtsanwalt begann Sparks in Boone in seinem neuen Beruf zu praktizieren. Zwischen 1899 und 1902 war er Bezirksstaatsanwalt im Boone County. Politisch war Sparks Mitglied der Republikanischen Partei. Im Jahr 1898 war er Parteivorsitzender in seinem Bezirk. 1907 verlegte er seinen Wohnsitz und seine Anwaltskanzlei nach Goodland im Sherman County in Kansas. Dort wurde er auch Anwalt dieser Stadt; außerdem war er dort Mitglied im Schulausschuss. Von 1915 bis 1929 war Sparks Richter im 34. Gerichtsbezirk von Kansas.
1928 wurde Sparks in das US-Repräsentantenhaus in Washington, D.C. gewählt, wo er am 4. März 1929 die Nachfolge von Hays B. White antrat. Nach einer Wiederwahl im Jahr 1930 konnte er bis zum 3. März 1933 zwei Legislaturperioden im Kongress absolvieren. Im Kongress war er einer der Ankläger im Amtsenthebungsverfahren gegen den kalifornischen Bundesrichter Harold Louderback. Kurz vor dem Ende seiner letzten Legislaturperiode wurde am 23. Januar 1933 der 20. Verfassungszusatz ratifiziert, durch den der Beginn und das Ende der Amtszeiten des Präsidenten und des Kongresses neu geregelt wurden.
Bei den Wahlen des Jahres 1932 verlor Sparks gegen Kathryn O’Loughlin McCarthy von der Demokratischen Partei. Nach dem Ende seiner Zeit im Kongress arbeitete er bis zu seinem Tod im Jahr 1937 wieder als Anwalt.